# Книжная справа

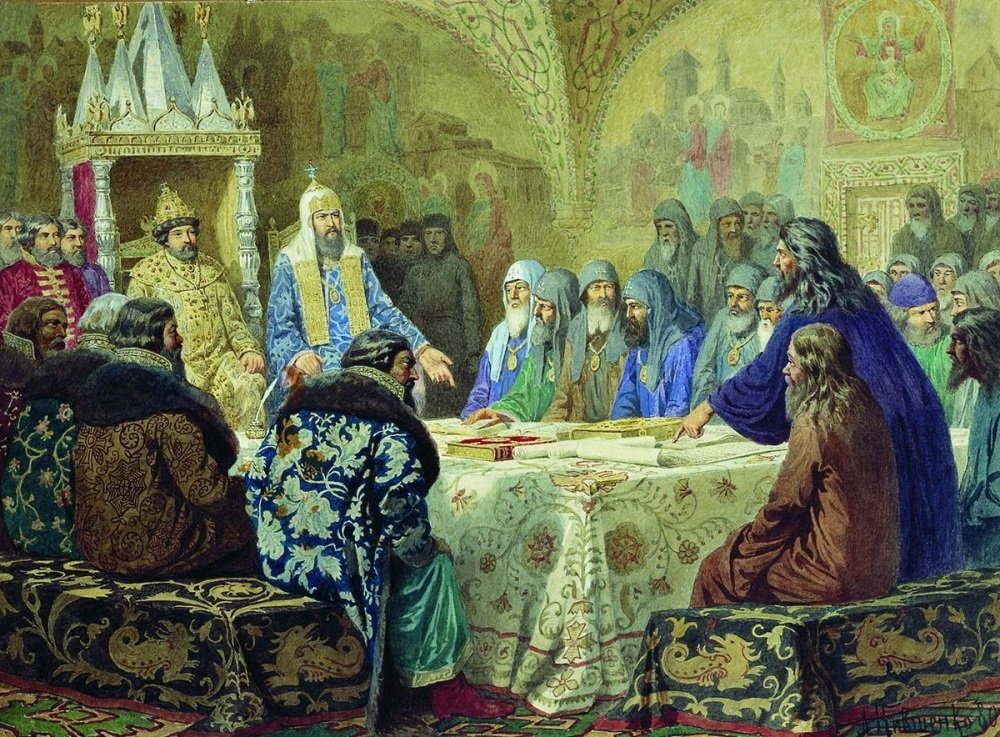
Церковный собор. 1654 год. Начало раскола.
Картина А. Д. Кившенко, 1880.

Кни́жная спра́ва в Русском царстве в середине XVII века — деятельность в Русской церкви по редактированию текстов переводов богослужебных книг в 1640—1660-е годы. Наиболее важные правки в редакции текстов (наряду с рядом иных богослужебных изменений) были официально приняты при царе Алексее Михайловиче и Московском патриархе Никоне (отсюда распространённое название «никоновская книжная справа»). Несогласие с этими изменениями среди части Церкви послужило одной из причин раскола Русской церкви. В конце XVII века книжная справа практически прекратилась, и с тех пор богослужебные книги Московского патриархата переиздаются без изменений, сохраняя даже свои технические ошибки.

## Предыстория
С IX века, со времени трудов Кирилла и Мефодия, с греческого на старославянский язык (церковнославянский) переводились христианские богослужебные и иные книги. Книги как на греческом, так и на церковнославянском были рукописными. Сами рукописные богослужебные греческие книги имели разночтения. Централизованного и единообразного перевода на церковнославянский язык не было; разные переводчики переводили независимо друг от друга тексты.
При переходе от рукописных книг к книгам, напечатанным в типографии, разночтения в книгах стираются, часть текстов вовсе исчезает, и происходит унификация книг. Такая унификация произошла у греков в XVI веке, когда они стали печатать свои книги в типографиях Венеции и других западных городов. У русских унификация книг произошла в начале XVII века. Обе унификации происходили независимо друг от друга. У русских в первой половине XVII веке имелось два книгопечатных центра: один из них находился в Русском царстве, а другой — в Малой Руси, входившей в Речь Посполитую. Книги, напечатанные в Русском государстве, отличались от книг, напечатанных на Украине.
Корректировка текстов переводов православной книжности велась постоянно; официальный статус книжной справы в Русском царстве определило постановление Стоглавого собора 1551 г., обязавшего сверять каждую новую книгу с исправным оригиналом и конфисковывать неисправные книги.

## Книжная справа в Москве в XVII веке
На этапе книжной справы, начавшемся после Смутного времени при поддержке патриарха Филарета и продолжавшемся при патриархе Иоасафе I (1634—1640), в качестве правильных источников рассматривались только русские рукописи; при патриархе Иосифе (1642—1652), когда усилия книжников были направлены на подготовку издания полного церковнославянского текста перевода Библии, налицо было стремление согласовать славянский перевод с греческим текстом, при этом в качестве посредника могли выступать юго-западнорусские тексты.
Со второй половины XVII века правку книг было решено производить с помощью новогреческих книг. Для этой цели при патриархе Иосифе в 1649 году из Киева были приглашены киевские монахи, во главе с Епифанием Славинецким — знавшим греческий язык; к ним присоединился толмач Арсений Грек. Работа справщиков продолжалась непрерывно и при патриархе Никоне. В основе лингвистических воззрений круга книжников, осуществлявших редактирование, лежала ориентация на грекоязычный оригинал: убеждение в том, что церковнославянский перевод греческих текстов должен выражать те же значения и по возможности тем же образом, что и оригинал.
В результате книжной справы поменялись названия богослужебных книг: Часовник стал Часословом, Октай стал Октоихом, Устав стал Типиконом, Потребник стал Требником.
Кроме того, поменялись названия: Па́вечерница → Повечерие; Полиелео́с → Полиелей (греческое Πολυέλεος).
Книги унифицировали по греческим образцам, поэтому претерпел изменение и Богослужебный Устав: часть молитв была исключена, а часть молитв, которых не было в прежних чинопоследованиях, была добавлена. Например, во вседневную Полуношницу были добавлены две молитвы; был добавлен канон в Панихиду.
После реформы исчезла такая служба как Средняя Павечерница.
Сугубая аллилуйя была заменена на трегубую.

### Символ веры

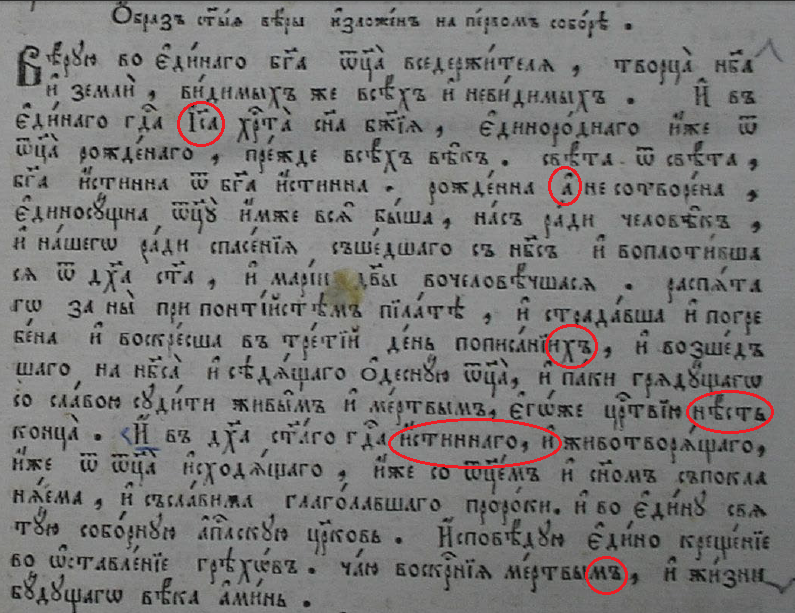
Символ веры, дореформенный текст. Никон Черногорец. Пандекты. Книга написана (составлена) иеродиаконом Дометианом в 1670 году в Густынском монастыре при игумене Авксентии; напечатана книга в 1695 году в типографии Почаевской лавры. Красным контуром обведены места, которые надо было уже изменить, но этого не сделали.

Как многие рукописные тексты, славянский текст Символа веры имел разночтения. Восьмой член Символа веры — «Καὶ εἰς τὸ Πνεῦμα τὸ Ἁγιον, τὸ κύριον, τὸ ζωοποιόν» — в богослужебных книгах на славянский переведён по-разному: 1. «и въ Ду́ха Свята́го, Го́спода животворя́щаго»; 2. «и въ Ду́ха Свята́го, и́стиннаго животворя́щаго» 3. «и въ Ду́ха Свята́го, Го́спода, и́стиннаго и животворя́щаго».

Это разночтение заметил Стоглавый собор в 1551 году: в своих решениях, в 9 главе, он определил, что «не гораздо» употреблять вместе оба слова «Господь» и «истинный», а «гораздо» употреблять только одно из них: 
Такоже и вѣрую во единаго Бога сущее глаголется, и Духа Святаго истиннаго и животворящаго, ино то гораздо. Нѣцыи же глаголютъ, и въ Духа Святаго Господа истиннаго, ино то не гораздо, едино глаголати или Господа, или истиннаго.
Стоглавый собор не провёл унификацию: какое из двух слов нужно употреблять, а лишь сказал, что вместе оба слова употреблять «не гораздо» (то есть «неискусно»).
В начале XVII века, когда началось массовое книгопечатание богослужебных книг, решение Стоглавого собора было проигнорировано и в книгах Московской печати был закреплён вариант, включающий оба слова: «и въ ду́ха свята́го, го́спода и́стиннаго и животворя́щаго», каковой вариант продолжает сохраняться в старообрядчестве.
Книжная справа изменила положение дел. Московский собор 1656 года, сославшись на решение Стоглавого собора, оставил лишь одно слово «го́сподь» и у новообрядцев (последователей послереформенных обрядов) стал употребляться вариант: «и въ ду́ха свята́го, го́спода, животворя́щаго». Определение Московского собора 1656 года о Символе веры было напечатано в книге «Скрижаль».
В полемике между старообрядцами и новообрядцами выдвигалось обвинение со стороны старообрядцев в том, что новообрядцы не исповедуют Святого Духа истинным Господом.
Кроме того Московский собор 1656 года внёс изменения в Символ веры по сравнению с богослужебными книгами первой половины XVII века:
| Греческий текст — оригинал                                                    | Текст книг Московской печати первой половины XVII века     | Текст книг Московской печати второй половины XVII века       | Изменение |
| ----------------------------------------------------------------------------- | ---------------------------------------------------------- | ------------------------------------------------------------ | --- |
| I҃C (Ἰησοῦς)                                                                   | I҃C (Ἰсусъ)                                                 | I҃ИС (Ἰисусъ)                                                 | Изменено написание и произношение, смотрите ниже. |
| γεννηθέντα, ού ποιηθέντα                                                      | рождена, а не сотворена                                    | Рождена, не сотворена                                        | Убран союз а, которого нет в новогреческом оригинале |
| οὗ τῆς βασιλείας οὐκ ἔσται τέλος                                              | Егоже царствію несть конца                                 | Егоже царствию не будет конца                                | Настоящее время заменено на будущее в соответствии с новогреческим оригиналом: ἔσται — третье лицо, единственное число, будущее время от глагола εἰμί (быть) |
| καί σαρκωθέντα εκ Πνεύματος ‘Αγίου καί Μαρίας τής Παρθένου καί ενανθρωπήσαντα | И воплотившагося от Духа Свята, и Марии девы вочеловечшася | И воплотившагося от Духа Свята и Марии девы, и вочеловечшася | Добавлен союз и, который есть в новогреческом оригинале καί                                                                                                  |
| Καί αναστάντα τή τρίτη ημέρα κατά τάς Γραφάς                                  | И воскресшаго в третий день по Писаниих.                   | И воскресшаго в третий день по Писанием.                     | Изменен падеж: местный на дательный; в новогреческом оригинале стоит винительный падеж τάς Γραφάς                                                            |
| τό κύριον, τό ζωοποιόν                                                        | Господа истиннаго и животворящаго                          | Господа животворящаго                                        | Убраны слова истиннаго и, смотрите разъяснение выше |
| Προσδοκώ ανάστασιν νεκρών                                                     | Чаю воскресения мертвым                                    | Чаю воскресения мертвых                                      | Изменён падеж: дательный на родительный; в новогреческом оригинале стоит родительный падеж: νεκρών                                                           |

### Имя Христа
По-гречески имя Спасителя выглядит следующе: Ἰησοῦς [русская транскрипция: «Йисус»], в греческих богослужебных книгах и на иконах это имя пишется под титло: I҃C. При транслитерации имени Христа на славянский с самого начала не было единообразия в произношении имени Спасителя. Например, в Остромировом Евангелии — памятнике середины XI века, написание имени Спасителя встречается в трёх вариантах от трёх разных переписчиков: I҃С; ИI҃С; Исоу́съ. Два последние написания свидетельствуют о том, что имя произносилось как «Иисус», так и «Исус». В дальнейшем имя Спасителя в подавляющем большинстве славянских книг писалось под титло: I҃С. Чрезвычайно редко встречается написание: IИ҃С вплоть до начала XVI века — Геннадиевская Библия.
Начиная с конца XVI века, с Острожской Библии в Москве закрепляется произношение Спасителя — «Исус» (в Острожской Библии имя Иисуса Навина написано — «I’су́съ».), а написание Иисус Христос —I҃C Х҃C.
За основу нового написания и нового произношения при книжной справе стал Требник Петра Могилы, изданный в 1646 году в Киеве. В нём имя Спасителя имеет написание — I҃ИС, которое читается: «Иисус».
После реформы среди старообрядцев закрепилось I҃C, читаемое как «Исус»; а в после реформенных книгах I҃ИС, произносимое как «Иисус». В иконографии сохранилось написание I҃С.
Разница в написании имени и произношения Спасителя привело к ошибочным взаимным обвинениям и анафемам от отдельных представителей как новообрядцев, так и старообрядцев.

### Херувимская песнь
В результате книжной справы произошло изменение славянского текста Херувимской песни:
| Греческий текст — оригинал | Текст книг Московской печати первой половины XVII века | Текст книг Московской печати второй половины XVII века | Изменение |
| --- | --- | --- | --- |
| Οἱ τὰ Χερουβεὶμ μυστικῶς εικονίζοντες καὶ τῇ Ζωοποιῷ Τριάδι τὸν Τρισάγιον ὕμνον προσᾴδοντες πᾶσαν τὴν βιωτικὴν ἀποθώμεθα μέριμναν ὠς τὸν βασιλέα τῶν ὃλων ὑποδεξόμενοι ταῖς ἀγγελικαῖς ἀοράτως δορυφορούμενον τάξεσιν. Ἀλληλούϊα. | Иже Херувимы тайно образующе и Животворящей Троице Трисвятую песнь приносяще, всякую ныне житейскую отвержим печаль. Яко Царя всех подымлюще, ангельскими невидимо дароносима чинми. Аллилуиа, аллилуиа, аллилуиа. | Иже Херувимы тайно образующе и Животворящей Троице Трисвятую песнь припевающе, всякое ныне житейское отложим попечение. Яко да Царя всех подымем, ангельскими невидимо дориносима чинми. Аллилуиа, аллилуиа, аллилуиа. | А) «προσ-ᾴδω» — обращаться с песнью, переведённый как «приносить» на «припевать»; В)"ἀπο-τίθημι" — откладывать в сторону, прятать, переведённый как «отвергать» на «отлагать»; С) «μέριμνα» — 1) забота, тревога, огорчение 2) мысль, настроение, мнение, переведённое как «печаль» на «попечение»; D) добавлена частица «да» Е)"ὑποδεξόμενοι" переведённое как «подымлюще» на «подымем» F) «δορυφορούμενον» переведённое как «дароносима» на «дориносима». |

## Иисусова молитва
В 1666-67 годах в Москве созван Большой Московский собор для суда над патриархом Никоном. Одним из деяний собора было также утверждение новых обрядов и анафематствование сторонников старых обрядов за неподчинение Церкви. В соборном толковании сказано о том, что всем необходимо читать «древнюю молитву» (Иисусову молитву) в церквах и в домах в варианте, более близком к одобренной Иисусом Христом молитве мытаря:
Го́споди, Иису́се Христе́, Бо́же наш, поми́луй нас, ами́нь.
Вариант:
Го́споди, Иису́се Христе́, Сы́не Бо́жий, поми́луй нас, ами́нь
 — был признан ущербным, так как в первом варианте Христос — это Бог, а во втором варианте Христос — это только Сын Божий; значит, кто использовал второй вариант, а первый не использовал, тот якобы верил, как еретик Арий — аргумент, в своё время, использованный Варлаамом в полемике с Григорием Паламой, и противоречащий использованию предначинательной молитвы и Акафиста Иисусу в обряде РПЦ и текстам Иисусовой молитвы Константинопольского патриархата.
Все противники вышеназванного толкования, по мнению Большого Московского собора, будут противиться Богу, станут подобными еретикам, и поэтому наследуют анафему и проклятие Вселенских соборов, а во второе пришествие будут осуждены Иисусом Христом.

### Молитва Ефрема Сирина
Претерпел изменение текст молитвы Ефрема Сирина. Если в печатных книгах первой половины XVII века это молитва не была унифицирована и у старообрядцев она существует в двух формах, то в результате справы был выработан единообразный вариант.
| Греческий текст — оригинал | Текст Часослов (1652 год) | Текст Устав «Око церковное» (1633 год) | Текст книг Московской печати второй половины XVII века | Изменение в книгах второй половины XVII века по сравнению с книгами первой половины XVII века |
| --- | --- | --- | --- | --- |
| А) Κύριε καὶ Δέσποτα τῆς ζωῆς μου, В) πνεῦμα ἀργίας, περιεργίας, φιλαρχίας, καὶ ἀργολογίας C) μή μοι δῷς. D) Πνεῦμα δὲ σωφροσύνης, ταπεινοφροσύνης, ὑπομονῆς, καὶ ἀγάπης χάρισαί μοι τῷ σῷ δούλῳ. E) Ναί, Κύριε Βασιλεῦ, δώρησαι μοι τοῦ ὁρᾶν τὰ ἐμὰ πταίσματα, καὶ μὴ κατακρίνειν τὸν ἀδελφόν μου, ὅτι εὐλογητὸς εἶ, εἰς τοὺς αἰῶνας τῶν αἰώνων. Ἀμήν. | А) Го́споди и Влады́ко животу моему́, В) дух уны́ния, небреже́ния, сребролю́бия и праздносло́вия C) отжени́ от мене́. D) Дух же целому́дрия, смире́ния, терпе́ния и любве́ да́руй ми, рабу́ Твоему́. E) Ей, Го́споди Царю́, даждь ми зре́ти моя́ согреше́ния, и е́же не осужда́ти бра́та моего́, я́ко благослове́н еси́ во ве́ки, аминь. | А) Господи и Владыко животу моему, В) дух уныния и небрежения, празднословия и тщеславия, сребролюбия и любоначальства C) отжени от мене. D) Дух же целомудрия, смирения, терпения и любве даруй ми, рабу Твоему. E) Ей, Господи Царю, даждь ми зрети моя согрешения, и еже не осуждати брата моего, яко благословен еси во веки, аминь. | А) Го́споди и Влады́ко живота́ моего́, В) дух пра́здности, уны́ния, любона́чалия и пра́зднословия C) не даждь ми. D) Дух же целому́дрия, смиренному́дрия, терпе́ния и любве́ да́руй ми, рабу́ Твоему́. E) Ей, Го́споди, Царю́, да́руй ми зре́ти моя́ прегреше́ния и не осужда́ти бра́та моего́, я́ко благослове́н еси́ во ве́ки веко́в. Аминь. | А) заменён падеж дательный на родительный, в новогреческом оригинале родительный падеж. В) оставлены 4 слова: «ἀργία» — праздность; «περι-εργία» — ненужный труд (переведён в новом тексте как «уныние»); «φιλ-αρχία» — любоначалие; «ἀργο-λογία» — празднословие С) «отжени от мене» заменено на «не даждь ми», что ближе к тексту новогреческого оригинала D) «смирение» заменено на «смиреномудрие»; в новогреческом оригинале — «ταπεινο-φροσύνη» Е) добавлено «веко́в», что ближе к тексту новогреческого оригинала |

### Имена
Под книжную справу попали и имена святых, которые находятся в текстах. При проведении «книжной справы» за образец брали правописание имён, содержащихся в греческих богослужебных книгах; поэтому исправляли гласные и согласные, добавляли вторые согласные, изменяли ударение в соответствии с греческой грамматикой, ввели подобно греческому правилу чтение в иностранных (греческих) словах сочетания «γκ», «γγ», «γχ» как «нк», «нг», «нх». Поскольку исключительно этими именами называли русских людей при святом крещении, то произошло изменение многих имён: Ису́с → Иису́с (Ἰησοῦς), Со́фия → Софи́я (Σοφία), Наде́жа → Наде́жда (Ἐλπίδος), Саваи́т → Савва́тий (Σαββάτιος), Дориме́нт → Доримедо́нт (Δορυμέδοντος) , Ко́ндрат → Кодра́т (Κοδράτος), Сава́тий → Савва́тий (Σαββάτιος), Кирия́к → Кириа́к (Κυριάκος), Киприя́н → Киприа́н (Κυπριανὸς), Ерофи́й → Иерофе́й (Ἰερόθεος), Ия́ков → Иа́ков (Ἰακώβ), Козма́ → Косма́ (Κοσµᾶ), Параско́вия → Параске́ва (Παρασκευή), Логи́н → Лонги́н (Λογγῖνος), Иоси́я → Оси́я (Ωσηέ) Домиа́н → Дамиа́н (Δαμιανός), Садо́ф → Садо́к (Σαδὼκ), Иларио́н → Илларио́н (Ἱλαρίων), Неони́ла → Неони́лла (Νεονίλλη), Зино́вия → Зинови́я (Ζηνοβία), Оли́мб → Оли́мп (Ὄλυμπος), Али́мпий → Али́пий (Ἀλύπιος), Авва́кум → Авваку́м (Ἀββακούμ), Нико́ла → Никола́й (в данном случае справщики использовали первое слово из Минеи, которое стоит в родительном падеже Νικολάου; старая форма ближе по ударению к греческой Νικόλαος — именительный падеж), Амбро́сий → Амвро́сий (Ἀμβρόσιος), Пота́пий → Пата́пий (Παταπίος), Внифа́нтий → Вонифа́тий (Βονιφατίος), Иулияни́я → Иулиани́я (Ἰουλιανῆ), Анаста́сия → Анастаси́я (Ἀναστασία), Силиве́стр → Сильве́стр (Σιλβέστρος), Феопе́нт → Феопе́мт (Θεοπέμπτος), Домники́я → Домни́кия (Δομνίκη), Полие́кт → Полие́вкт (Πολυεύκτος), Доментиа́н → Дометиа́н (Δομετιανός), Агафагге́л → Агафанге́л (Ἀγαθαγγέλος), Вику́ла → Вуко́л (Βουκόλος), Харла́мпий → Харала́мпий (Χαραλάμπους), Мартимия́н → Мартиниа́н (Μαρτινιανός), Кири́л → Кири́лл (Κύριλλος), Перфи́рий → Порфи́рий (Πορφύριος), Касия́н → Кассиа́н (Κασσιανός), Евдоксе́я → Евдокси́я (Ἐυδοξία), Капито́н → Капи́тон (Καπίτων), Ану́рий → Иануа́рий (᾿Ιαννουάριος), Артемо́н → Арте́мон (Ἀρτέμον), Пафно́тий → Пафну́тий (Παφνουτίος), Патреке́й → Патрики́й (Πατρικίος), Фалеле́й → Фалале́й (Θαλλέλαιος), Иереми́й → Ерми́й (Ἐρμεῖος), Усти́н → Иусти́н (Ἰουστίνος), Лукия́н → Лукиллиа́н (Λουκιλλιανός), Агрипи́на → Агриппи́на (Ἀγριππίνη), Сисо́й → Сысо́й (Σισώης), Пагкра́тий → Панкра́тий (Πανκράτιος), Ули́та → Иули́та (Ἰουλίττα), Анфиноген → Афиноге́н (Ἀθηνογένης), Емелия́н → Емелиа́н (Ἀιμιλιανός), Алимпия́да → Олимпиа́да (Ὀλυμπιάδα), Пантеле́ймон → Пантелеи́мон (Παντελεήμων), Никоно́р → Накано́р (Νικάνορος), Иса́кий → Исаа́кий (Ἰσαακίος), Долма́т → Далма́т (Δαλμάτος), Евдоке́я → Евдоки́я (Ἐὐδοκία), Еу́пл → Е́впл (Ἐὔπλος), Миро́н → Ми́рон (Μύρον), Самои́л → Самуи́л (Σαμουήλ), Агафо́ник → Агафони́к (Ἀγαθονίκος), Андрея́н → Андриа́н (Ἀδριανός).

## Отношение к книжной справе
Книжная справа шла вместе с анафемами на всех, крестящихся двуперстно, Московского собора 1656 года и Большого Московского собора и проводилась насильно: книги старой печати отбирали и сжигали. К тому же в новоизданных книгах (в Часословах и Псалтырях), в самом начале их, вставляли учение о том, что троеперстие — древнее предание святых апостолов и святых отец, а двоеперстие — это перстосложение раскольников и подражание армянам-еретикам. Поэтому староверами она была отвергнута. Старообрядцы сохраняют богослужение по книгам дониконовской печати.
Если со второй половины XVII века иерархи Русской поместной церкви книги, напечатанные до Никона считали раскольничьими и еретическими, то с конца XVIII века, с учреждения Единоверия, было разрешено ими пользоваться на единоверческих приходах как снисхождение к старообрядцам. После снятия анафем Поместным собором Русской православной церкви 1971 года книги, напечатанные до Никона, считают в РПЦ спасительными и равночестными книгам, напечатанным после книжной справы.